# Mogens Venge
Mogens Vendelbo Venge (Kopenhagen, Danska, 29. ožujka 1912. -  Hellebæk, Hovedstaden, 16. travnja 1996.) je bivši danski hokejaš na travi.
Na hokejaškom turniru na Olimpijskim igrama 1936. u Berlinu je igrao za Dansku. Danska je ispala u 1. krugu, s jednom neriješenom i jednim porazom je bila zadnja, treća u skupini "B". Odigrao je dva susreta na mjestu braniča.
Te 1936. je igrao za klub KH København.
Zadnji put se na Olimpijskim igrama pojavio na olimpijskom hokejaškom turniru 1948. u Londonu. Igrao je za Dansku, a Danska je ispala u 1. krugu. Odigrao je tri susreta na mjestu braniča.

## Vanjske poveznice
- Profil na Sports Reference.com  Arhivirana inačica izvorne stranice od 19. svibnja 2011. (Wayback Machine)